# Mausoleopsis parvula
Mausoleopsis parvula är en skalbaggsart som beskrevs av Müller 1941. Mausoleopsis parvula ingår i släktet Mausoleopsis och familjen Cetoniidae. Inga underarter finns listade i Catalogue of Life.